# Công tước xứ Rothesay
Công tước xứ Rothesay (tiếng Anh: /ˈr ɒ θ s iˈ/ ⓘ; tiếng Gael Scotland: Diùc Baile Bhòid; tiếng Scotland: Duik o Rothesay) là tước hiệu triều đại được sử dụng bởi người thừa kế ngai vàng Anh, hiện là William, Thân vương xứ Wales. Vợ của William, Catherine, hiện là Công tước phu nhân của Rothesay. Công tước Rothesay là tước hiệu của người thừa kế ngai vàng của Vương quốc Scotland trước năm 1707, và là của Vương quốc Anh từ 1707 đến 1800, hiện giờ là Vương quốc Liên hiệp Anh và Bắc Ireland. Đây là danh hiệu được người thừa kế rõ ràng bắt buộc sử dụng khi ở Scotland, thay vì tước hiệu Công tước xứ Cornwall (cũng thuộc về con trai cả còn sống của quân chủ, khi là người thừa kế rõ ràng, theo đúng nghĩa) và Thân vương xứ Wales (theo truyền thống được cấp cho người thừa kế rõ ràng), được sử dụng ở phần còn lại của Vương quốc Anh và nước ngoài. Công tước Rothesay cũng nắm giữ các danh hiệu khác của Scotland, bao gồm Bá tước xứ Carrick, Nam tước xứ Renfrew, Lãnh chúa xứ Isles, và Thân vương và Đại quảng gia xứ Scotland. Danh hiệu được đặt theo tên Thị trấn Rothesay trên Đảo Bute, nhưng không liên quan đến bất kỳ pháp nhân hoặc tài sản đất đai nào, không giống như Công quốc Cornwall.

## Từ nguyên
Công tước xứ Rothesay thành lập lần đầu tiên vào năm 1398 và David Stewart, Công tước xứ Rothesay, con trai của Vua Robert III của Scotland là người đầu tiên nắm giữ danh hiệu này. Sau khi ông qua đời, em trai của ông là James (sau là James I của Scotland), là người tiếp theo nắm giữ tước vị công tước. Sau đó, người thừa kế rõ ràng của Vương quốc Scotland nắm giữ công tước; một Đạo luật của Quốc hội Scotland được thông qua năm 1469 đã xác nhận mô hình kế vị này.
Danh hiệu Bá tước Carrick tồn tại sớm nhất là vào thế kỷ thứ 12. Năm 1306, Robert the Bruce, Bá tước Carrick trở thành Vua Robert I của Scotland cùng với tước hiệu bá tước sáp nhập vào Vương miện. Trong những năm tiếp theo, các vị vua kế tiếp của Scotland đã tạo ra danh hiệu cho một số người thừa kế rõ ràng là Bá tước Carrick. Đạo luật năm 1469 cuối cùng đã giải quyết quyền bá tước cho con trai cả của quốc vương Scotland.
Danh hiệu Great Steward of Scotland (còn được gọi là High Steward hoặc Lord High Steward) có từ người nắm giữ nó đầu tiên, Walter fitz Alan, vào thế kỷ 12. Khi Robert, lên ngôi vua Scotland với tên gọi Robert II vào năm 1371. Sau đó, chỉ những người thừa kế rõ ràng cho ngai vàng vương quốc mới nắm giữ chức vụ này và Đạo luật năm 1469 cũng đã giải quyết vấn đề này.
Giữa Liên minh năm 1603 và dưới thời Edward VII với tư cách là người thừa kế rõ ràng, phong cách "Công tước xứ Rothesay" dường như đã không còn được sử dụng để nhường chỗ cho "Thân vương xứ Wales". Nữ vương Victoria đã yêu cầu danh hiệu này được sử dụng để chỉ con trai cả và người thừa kế rõ ràng khi ở Scotland, và cách sử dụng này đã tiếp tục kể từ đó. Điều này có thể là kết quả trực tiếp hoặc gián tiếp của chuyến thăm năm 1822 của George IV tới Scotland.

## Cơ sở pháp lý
Một Đạo luật của Quốc hội Scotland được thông qua năm 1469 quy định việc kế vị hầu hết các danh hiệu này. Nó quy định rằng "Vương tử đầu lòng của Vua Scotland mãi mãi" sẽ nắm giữ tước vị công tước. Nếu vương tử đầu lòng chết trước Nhà vua, tước vị không được thừa kế bởi người thừa kế của anh ta - nó chỉ dành cho con trai đầu lòng của chủ quyền Anh, như Công tước xứ Cornwall - cũng như không được thừa kế bởi em trai tiếp theo của công tước đã mất trừ khi em trai đó cũng trở thành người thừa kế rõ ràng. Mặc dù Đạo luật quy định "Vua" và vì cách giải thích của từ Prince không bao gồm phụ nữ, tuy nhiên, các con trai cả của các Nữ vương Anh đương nhiệm sau đó đương nhiên cũng sẽ nắm giữ tước vị công tước. Con trai cả của Quân chủ Anh, với tư cách là Công tước xứ Rothesay, có quyền bỏ phiếu trong các cuộc bầu cử cho những người đồng cấp đại diện từ năm 1707, ( Đạo luật Liên minh năm 1707 giữa Quốc hội Scotland và Quốc hội Anh chính thức thống nhất cả hai vương quốc để thành lập Vương quốc Anh từ năm 1707–1800). Quyền này tiếp tục cho đến năm 1963, khi Quốc hội Vương quốc Anh bãi bỏ cuộc bầu cử các đồng cấp đại diện.

## Công tước xứ Rothesay hiện tại
William, Thân vương xứ Wales kể từ 9 tháng 9 năm 2022 đã giữ danh hiệu Công tước xứ Rothesay và sử dụng nó khi ở Scotland. Ông có kính ngữ vương thất chính thức của Scotland là HRH Vương tử William, Công tước xứ Rothesay Điện hạ.
Vũ khí cá nhân của Công tước tiền nhiệm đã được Nữ vương ban tặng cho ông vào năm 1974. Huy chương có biểu tượng trên phần tư thứ 1 và thứ 4 là cánh tay của Đại quản gia Scotland, với phần thứ 2 và thứ 3 có biểu tượng cánh tay của Chúa tể quần đảo. Các cánh tay của Công tước hiện tại được phân biệt với các cánh tay của Gia tộc Stewart của Appin thông qua việc bổ sung một tấm khiên hiển thị các cánh tay của người thừa kế rõ ràng với Quân chủ của Scotland, cụ thể là các cánh tay Hoàng gia của Scotland với nhãn ba điểm. Thành tựu trọn vẹn huy hiệu của Công tước hiện tại là một biến thể của huy hiệu Hoàng gia Scotland được sử dụng trước Liên minh Vương miện năm 1603.

## Danh sách các Công tước xứ Rothesay
| Công tước xứ Rothesay                           | Quân chủ             | Từ                            | Đến                             |
| ----------------------------------------------- | -------------------- | ----------------------------- | ------------------------------- |
| David Stewart                                   | Robert III           | 1398 (đã tạo)                 | 1402 (chết)                     |
| James                                           | Robert III           | 1404 (đã tạo)                 | 1406 (kế vị là James I)         |
| Alexander                                       | James I của Scotland | 1430 (sinh)                   | 1430 (chết)                     |
| James                                           | James I của Scotland | 1431 (đã tạo)                 | 1437 (kế vị là James II)        |
| James                                           | James II Scotland    | 1452 (sinh)                   | 1460 (kế vị là James III)       |
| James                                           | James III            | 1473 (sinh)                   | 1488 (kế vị là James IV)        |
| James                                           | James IV             | 1507 (sinh)                   | 1508 (chết)                     |
| Arthur                                          | James IV             | 1509 (sinh)                   | 1510 (chết)                     |
| James                                           | James IV             | 1512 (sinh)                   | 1513 (kế vị là James V)         |
| James, Công tước xứ Rothesay                    | James V              | 1540 (sinh)                   | 1541 (chết)                     |
| James Charles                                   | Mary I               | 1566 (sinh)                   | 1567 (kế vị là James I của Anh) |
| Henry Frederick                                 | James I của Anh      | 1594 (sinh)                   | 1612 (chết)                     |
| Charles, Công tước xứ Albany, Công tước xứ York | James I của Anh      | 1612 (anh trai Henry qua đời) | 1625 (kế vị là Charles I)       |
| Thái tử Charles James                           | Charles I            | 1629 (sinh)                   | 1629 (chết)                     |
| Charles                                         | Charles I            | 1630 (sinh)                   | 1649 (kế vị Charles II)         |
| James Francis Edward Stuart                     | James II của Anh     | 1688 (sinh)                   | 1702 (đạt được)                 |
| George, Công tước xứ Cambridge                  | George I             | 1714 (cha lên ngôi)           | 1727 (kế vị là George II)       |
| Frederick, Thân vương xứ Wales                  | George II            | 1727 (cha lên ngôi)           | 1751 (chết)                     |
| George                                          | George III           | 1762 (sinh)                   | 1820 (kế vị là George IV)       |
| Albert Edward                                   | Victoria             | 1841 (sinh)                   | 1901 (kế vị là Edward VII)      |
| George                                          | Edward VII           | 1901 (cha lên ngôi)           | 1910 (kế vị là George V)        |
| Edward                                          | George V             | 1910 (cha lên ngôi)           | 1936 (kế vị là Edward VIII)     |
| Charles                                         | Elizabeth II         | 1952 (mẹ lên ngôi)            | 2022 (kế vị là Charles III)     |
| William                                         | Charles III          | 2022 (cha lên ngôi)           | - đương nhiệm                   |